# 吉高寧々
吉高 寧々（よしたか ねね、1995年12月1日 - ）は、日本のAV女優、元グラビアアイドル。エイトマン所属。

## 略歴
2017年4月、グラビアアイドルとしてイメージDVD『初めての…』（Aircontrol）で芸能界デビュー。スレンダー美少女グラビアモデルとして注目される。
同年には5月8日に『ヤングキング』（少年画報社）、5月20日『デジタルフォトテクニック』（玄光社）でグラビア掲載。 5月22日『週刊大衆』（双葉社）では表紙を飾る。また6月15日、22日『週刊実話』（日本ジャーナル出版）にもグラビア掲載された。12月20日には1st写真集『ねぇねぇ。』（ジーオーティー）が発売。
マネージャーよりアダルトビデオ出演の提案を受け、「私はAV女優としてやり切る覚悟をしました」と決意。2017年9月1日に『新人NO.1STYLEグラビアアイドル吉高寧々AV解禁』でS1 NO.1 STYLE（エスワン）専属女優としてAVデビュー。参考資料として見せられた「AV OPEN 2016」での高橋しょう子の受賞インタビューも背中を押された要因となっている。
同年の「AV OPEN2017」において「総合部門（総合グランプリ）」「女優部門」「ファン投票部門作品賞」の3冠に輝く。
2019年3月1日、FANZAアダルトアワード2019最優秀女優賞にノミネート。5月12日に週刊プレイボーイ賞を受賞。
2020年1月発売作品をもって、S1 NO.1 STYLEとの専属契約を終了し、翌2月よりFALENO専属となる。
2020年12月に写真週刊誌FLASHで発表された「FLASH 2020年現役最強セクシー女優BEST100」にて読者投票・第13位を獲得。
2021年8月発表「読者300人が選んだFLASH 2021セクシー女優ランキング」読者投票54位。
2023年12月6日、クレジットカード不正利用被害に遭ったこと、この注意喚起をツイートし、ニュースサイトが取り上げるなど話題となる。
2024年2月17日、東京・duo MUSIC EXCHANGEで行われた「FALENO FES」に出演。同イベントで行われた各種ファッションショーにてランウェイを歩く。
同年2月26日週のFANZA通販フロアランキングで、『FALENOstar5周年記念! いきなりハーレムハイスクール! スター女優4人が学校で舐めてハメて大乱交スッペシャル! 天使もえ 吉高寧々 三葉ちはる 茉城まみ』が初登場2位を記録。

## 人物
兵庫県神戸市出身だが、幼少時にクマが出るような山中に引っ越しており田舎育ちを自称。実家の周りは田んぼ、裏は川。シカの衝突のため電車が止まるような地区だったという。
幼少時にストーカーに会い、『変質者より私がもっと変質者になったらいいんだ！』と小学生高学年でおかしなリアクションをするようになった。
カフェ勤務時にスカウトされ、平凡な日々を送る自分に変化をつけたいとグラビアアイドルへの転身を決意。
芸名は吉高由里子と大塚寧々に似ていることにちなみマネージャーが命名した。
好きな映画は『プラダを着た悪魔』。。好きな音楽はglobeの『FACE』で、自らを奮い立たせる際に視聴している。
目標とするのは橋本マナミ、杉原杏璃。
性に関しては短い時間で反復したい短距離型だという。

## 作品

### アダルトビデオ

#### S1 NO.1 STYLE専属期間
| 発売日   | タイトル | 規格品番 | 規格品番  | 備考                                              |  |
| 発売日   | タイトル | DVD      | BD        | 備考                                              |  |
| 2017年   | 2017年 | 2017年   | 2017年    | 2017年                                            |  |
| -------- | --- | -------- | --------- | ------------------------------------------------- |  |
| 9月1日   | 新人 NO.1STYLE グラビアアイドル吉高寧々 AV解禁                                                                          | AVOP-303 |           | AV OPEN 2017 女優部門・総合部門 第1位             |  |
| 10月19日 | 新人グラドル吉高寧々のじっくりたっぷり性感開発3本番! 初イキ3時間Special                                                 | SSNI-027 |           |                                                   |  |
| 11月19日 | 交わる体液、濃密セックス                                                                                                | SSNI-050 | 9SSNI-050 |                                                   |  |
| 12月13日 | 新人グラドルに超大量一撃ドリーム顔射                                                                                    | SSNI-073 |           |                                                   |  |
| 2018年   | |          |           |                                                   |  |
| 1月25日  | 世界最高の新人グラドル風俗嬢 ご奉仕初体験フルコース                                                                     | SSNI-096 |           |                                                   |  |
| 2月19日  | グラビアアイドルのねっとり舌絡め接吻と発情ディープキス性交                                                              | SSNI-122 |           |                                                   |  |
| 3月13日  | セックス大好き最高グラドル彼女がいつでもどこでも射精させてあげる                                                        | SSNI-148 |           |                                                   |  |
| 4月13日  | グラドル吉高寧々 エロス覚醒! 人生初、大痙攣ビックンビックンイキまくりスペシャル                                         | SSNI-173 |           |                                                   |  |
| 5月7日   | グラビアアイドル極限ムラムラ大爆発! 禁欲1ヶ月後の性欲剥き出し焦らされトランスFUCK                                       | SSNI-199 |           |                                                   |  |
| 6月7日   | 犯されたグラビアアイドル                                                                                                | SSNI-224 |           |                                                   |  |
| 7月7日   | ビックンビックンのけ反り絶頂 大量オイル性感マッサージ                                                                   | SSNI-249 |           |                                                   |  |
| 8月7日   | 絶頂してピクピクしているおま●こを容赦なく突きまくる 怒涛のおかわり激ピストン性交                                        | SSNI-275 |           |                                                   |  |
| 9月19日  | 清楚女子大生 強・制・連・結 エスカレートしていく連日痴漢車両                                                            | SSNI-307 |           |                                                   |  |
| 9月19日  | 吉高寧々 初ベスト S1デビュー1周年 最新10タイトル8時間スペシャル                                                         | OFJE-166 | 9OFJE-166 | 単体ベスト                                        |  |
| 10月19日 | 彼女の美人お姉さんが全力で欲求不満アピールしてきて、こっそり浮気セックスしちゃう最低な僕。                              | SSNI-329 |           |                                                   |  |
| 11月19日 | 新米女教師の顧問先は鬼畜生徒ばかりの凌辱テニス部でした。                                                                | SSNI-351 |           |                                                   |  |
| 12月19日 | おじさん好き痴女美少女がアナル･金玉･亀頭を貪り尽くす中年狂い全身舐めしゃぶりMAX                                         | SSNI-372 |           |                                                   |  |
| 12月19日 | エスワン15周年スペシャル大共演 第3弾 超豪華S1女優大集合 素人チ●ポをヌキまくりハメまくり夢の大乱交! ファン大感謝祭ツアー | SSNI-378 | 9SSNI-378 |                                                   |  |
| 2019年   | |          |           |                                                   |  |
| 1月19日  | 抵抗が一切できない状態で 常に絶頂 完全固定アクメ                                                                        | SSNI-394 |           |                                                   |  |
| 2月19日  | グラドル吉高寧々 解禁 チ●ポ10本 ノンストップ連続射精SEX                                                                 | SSNI-414 |           |                                                   |  |
| 3月7日   | S1 PRECIOUS GIRLS 2019 15th Anniversary DVD6枚組24時間プレミアムBEST                                                    | OFJE-195 |           | 完全撮り下ろし映像を収録した メーカー総集編作品。 |  |
| 3月19日  | 嫉妬された女秘書 吉高寧々 ～社内の性玩具へと堕ちたキャリアウーマン～                                                    | SSNI-437 |           |                                                   |  |
| 4月19日  | 顔面をザーメンで犯された美容部員                                                                                        | SSNI-457 |           |                                                   |  |
| 5月19日  | 痴女お姉さんが密着しながら子宮擦り付け高速騎乗位で犯してあげる                                                          | SSNI-477 |           |                                                   |  |
| 6月19日  | S1×MOODYZコラボ企画 吉高寧々レズ解禁 接吻まみれの濃厚絶頂レズビアンSEX 吉高寧々 椎名そら                                | SSNI-498 |           |                                                   |  |
| 7月19日  | 父兄をミニスカ誘惑で寝取る美人痴女教師                                                                                  | SSNI-521 |           |                                                   |  |
| 8月19日  | 「あなた…ごめんなさい」 私、旦那がお風呂に入っている15分の間、いつも義父に抱かれています。                              | SSNI-547 |           |                                                   |  |
| 9月19日  | 僕が不在の5日間、彼女が他の男と朝から晩までヤリまくっていた胸糞映像                                                     | SSNI-570 |           |                                                   |  |
| 10月7日  | 吉高寧々 S1デビュー2周年記念ベスト 最新全12タイトル64コーナー480分スペシャル                                            | OFJE-216 | 9OFJE-216 | 単体ベスト                                        |  |
| 10月19日 | 学内の図書室、その文学少女はクスクスと笑いながら、拘束され身動きできない私を…                                           | SSNI-594 |           |                                                   |  |
| 11月19日 | 身動き取れない拘束男を笑みを浮かべ強制射精管理でひたすら犯す健康美BODY痴女                                              | SSNI-622 |           |                                                   |  |
| 12月19日 | 美人上司と絶倫の部下が出張先の相部屋ホテルで…いたずら誘惑を真に受けた部下が10発射精の絶倫性交                           | SSNI-648 |           |                                                   |  |
| 2020年   | |          |           |                                                   |  |
| 1月19日  | ノンストップ!10発射精!ヨダレとツバだくだく!トロけるほどのディープキス絶倫痴女性交への誘い                               | SSNI-678 |           |                                                   |  |
| 1月19日  | トリプルキャスト S1専属3大美人 共演3時間スペシャル 吉高寧々 星宮一花 白葉りこ                                           | SSNI-688 | 9SSNI-688 |                                                   |  |
| 4月19日  | 吉高寧々エスワン卒業SP 全30タイトル完全コンプリートメモリアルBOX 12時間                                                 | OFJE-242 | 9OFJE-242 | 単体ベスト                                        |  |
| 8月7日   | グラビアアイドル吉高寧々が完堕ちするまで犯され続ける8時間                                                               | OFJE-259 | 9OFJE-259 | 単体ベスト                                        |  |
| 11月7日  | 吉高寧々12時間 全本番BEST 28タイトル 65本番                                                                             | OFJE-275 | 9OFJE-275 | 単体ベスト                                        |  |
| 2021年   | |          |           |                                                   |  |
| 2月7日   | 顔だけで抜ける吉高寧々が 全集中でひたすらチ●ポをしゃぶり続け 最後の一滴まで搾り取る至福のフェラチオBEST                 | OFJE-297 | 9OFJE-297 | 単体ベスト                                        |  |

#### FALENO star専属期間
FALENOは『配信特化型AVメーカー』を掲げているため、配信日も記載しています。
| 配信日                                       | DVD 発売日     | タイトル | 品番      | 備考          |
| -------------------------------------------- | -------------- | --- | --------- | ------------- |
| 2020年2月23日                                | 2020年3月26日  | 吉高寧々×FALENOstar電撃移籍! ドライブハメ撮りドキュメント TOKYO 2020 | FSDSS-022 | [ 22 ]        |
| 2020年3月22日                                | 2020年4月23日  | 僕らの家族に舞い降りたパンチラ誘惑家庭教師 | FSDSS-031 | [ 23 ]        |
| 2020年4月19日                                | 2020年5月21日  | おじさんたちの溜まりに溜まったイカ臭いチ○ポ、 限界までたっぷり犯してあげる! | FSDSS-041 | [ 24 ]        |
| 2020年5月17日 (Vol.1) 2020年5月29日 (Vol.2)  | 2020年6月25日  | 【黒歴史確定】記憶を失くすほどのベロ酔い性交! 吉高史上最高に淫らに弾けた完全プライベートSEX映像                                                                                         | FSDSS-054 | [ 25 ] [ 26 ] |
| 2020年6月19日 (Vol.1) 2020年6月28日 (Vol.2)  | 2020年7月23日  | 先輩女子マネージャーの誘惑を本気にした 童貞ラグビー部員の本能全開パワーピストンSEX | FSDSS-070 | [ 27 ] [ 28 ] |
| 2020年7月24日 (Vol.1) 2020年7月31日 (Vol.2)  | 2020年8月27日  | 即ハメいきなり激ピストンSEX! | FSDSS-083 | [ 29 ] [ 30 ] |
| 2020年8月14日 (Vol.1) 2020年8月28日 (Vol.2)  | 2020年9月24日  | 地元に帰省してきた従姉妹と 近親SEXに明け暮れた真夏の3日間 | FSDSS-099 | [ 31 ] [ 32 ] |
| 2020年9月12日 (Vol.1) 2020年9月26日 (Vol.2)  | 2020年10月22日 | No Make 吉高寧々 素顔のSEX | FSDSS-114 | [ 34 ] [ 35 ] |
| 2020年10月3日 (Vol.1) 2020年10月17日 (Vol.2) | 2020年11月12日 | 吉高寧々のイキなりNTR家庭訪問 | FSDSS-121 |               |
| 2020年11月7日 (Vol.1) 2020年11月21日 (Vol.2) | 2020年12月10日 | 射精後もたっぷり搾り取られるM男専門メンズエステ | FSDSS-139 |               |
| 2020年12月5日 (Vol.1) 2020年12月19日 (Vol.2) | 2021年1月8日   | 上から目線でセンズリ支配される淫語主観JOI | FSDSS-152 | [ 37 ] [ 38 ] |
| 2021年1月2日 (Vol.1) 2021年1月16日 (Vol.2)   | 2021年2月11日  | 快楽漬け温泉旅行 | FSDSS-164 | [ 39 ] [ 40 ] |
| 2021年2月6日 (Vol.1) 2021年2月20日 (Vol.2)   | 2021年3月11日  | 季節外れのゲリラ豪雨でびしょ濡れになった 女上司と朝までひたすら徹夜性交 | FSDSS-185 | [ 41 ] [ 42 ] |
| 2021年3月6日 (Vol.1) 2021年3月20日 (Vol.2)   | 2021年4月8日   | 緊縛NTR 上司の緊縛セックスに堕ちた結婚3年目の美人部下 | FSDSS-202 | [ 43 ] [ 44 ] |
| 2021年4月3日                                 | 2021年5月7日   | ねぇおじさん、そんなに乳首イジメられるの好きなら 一日中とことん犯してあげるね? | FSDSS-217 | [ 45 ]        |
| 2021年5月8日                                 | 2021年6月10日  | 卒業式が終わったその日… こっそり付き合っていた女教師と3年間の想いをぶつける 純愛キスまみれ性交                                                                                          | FSDSS-238 | [ 46 ]        |
| 2021年6月5日                                 | 2021年7月8日   | 彼女の美脚お姉さんのこっそりパンスト誘惑で 騎乗位寝取られされたボク | FSDSS-260 | [ 47 ]        |
| 2021年7月3日                                 | 2021年8月12日  | 腰が砕けても逃がさない! ひたすら膣奥を貫く強制立ちバックハンドル | FSDSS-275 |               |
| 2021年7月29日                                | 2021年8月26日  | 吉高寧々 FALENO専属初ベスト8時間 性欲に素直な私を見てください。 | FCDSS-013 | 単体ベスト    |
| 2021年8月7日                                 | 2021年9月9日   | 朝から晩まで他人棒とSEXする事ばかり考える美人妻 | FSDSS-290 |               |
| 2021年9月4日                                 | 2021年10月7日  | 今夜は貴方を性接待 ～ダダ漏れる社内機密と精液～ | FSDSS-305 |               |
| 2021年10月2日                                | 2021年11月11日 | 終電を逃してバイトの先輩の家に泊まった童貞の僕… ノーパンノーブラの部屋着で挑発されて耐え切れず 一晩中セックスしまくった。                                                               | FSDSS-321 |               |
| 2021年11月13日                               | 2021年12月9日  | 私、彼氏のギャンブル軍資金を稼ぐために カラダを売ってます。 | FSDSS-336 |               |
| 2021年12月11日                               | 2022年1月13日  | 小馬鹿にしていた派遣に僕が童貞であることがバレて 立場逆転! 逆3Pで乳首をとことん弄られ金玉がカラになるまで 追撃射精! 吉高寧々 本田もも                                                   | FSDSS-352 |               |
| 2022年1月8日                                 | 2022年2月10日  | 金玉が空になるまで超絶舐め搾り! 世界で一番可愛い本番OK敏感ピンサロ嬢 | FSDSS-366 |               |
| 2022年2月5日                                 | 2022年3月10日  | ボクのツンデレ彼女はプリ尻の顔騎好き オフィスではドS女上司、自宅では癒し系の可愛い彼女                                                                                                  | FSDSS-377 |               |
| 2022年3月5日                                 | 2022年4月7日   | あざと可愛い彼女の親友が 密着しながら囁き淫語でおねだり誘惑! | FSDSS-394 |               |
| 2022年4月2日                                 | 2022年5月12日  | 呼べばいつでもしゃぶってくれる、僕らのいいなり先生 吉高寧々 | FSDSS-410 |               |
| 2022年5月7日                                 | 2022年6月9日   | 乳首責め専門ナースが24時間いつでも乳首射精のお手伝い♡ 舌と指で施される最高の乳首SEXが話題のニップルクリニック 吉高寧々                                                                  | FSDSS-425 |               |
| 2022年6月4日                                 | 2022年7月7日   | ボクの彼女は地元で有名な凄テク焦らし騎乗位で イカセまくるギャルビッチだった… 吉高寧々                                                                                                   | FSDSS-440 |               |
| 2022年7月2日                                 | 2022年8月11日  | 向かい部屋のむっつりスケベな絶倫OLに 窓越し挑発され馬乗り騎乗位で童貞を奪われたボク 吉高寧々                                                                                            | FSDSS-457 |               |
| 2022年8月6日                                 | 2022年9月8日   | 「寧々が手伝ってあげるね♡」 顔面国宝に見つめられる主観アングルと癒し声淫語で 射精へ導くプレミアムオナニーサポート 吉高寧々                                                              | FSDSS-473 |               |
| 2022年9月3日                                 | 2022年10月6日  | 偶然バイト先の後輩としたキスの相性が彼氏よりもよくて…。誰にもバレないように濃厚接吻淫行 吉高寧々                                                                                        | FSDSS-489 |               |
| 2022年10月1日                                | 2022年11月10日 | いきなり家でヌイてイイですか? M男クンの家に無許可デリバリーでまたがり乳首責めSEX! 吉高寧々                                                                                              | FSDSS-501 |               |
| 2022年11月5日                                | 2022年12月8日  | 催○洗脳 俺をコケにした玉の輿OLを完全支配し 底辺チ〇ポでグチャグチャにしてやった。 吉高寧々                                                                                              | FSDSS-517 |               |
| 2023年1月7日                                 | 2023年2月9日   | 3年連続指名No.1! 美人家庭教師が生徒から大人気の秘訣は 密着ベロキス性交付きの個別授業! 吉高寧々                                                                                          | FSDSS-533 |               |
| 2023年2月4日                                 | 2023年3月9日   | 可愛い笑顔で24時間どこでも、じ～っくり見つめながら ず～っとフェラチオしてくれるボクだけのメイド 吉高寧々                                                                                | FSDSS-550 |               |
| 2023年3月4日                                 | 2023年4月6日   | パワハラ上司が気の弱いOLを 乳首セクハラで開発された早漏乳首で連日連夜チクイキ 吉高寧々                                                                                                  | FSDSS-563 |               |
| 2023年4月1日                                 | 2023年5月11日  | 「そんなにお尻好きなの?」 最近オヤジの再婚で同居してる無防備な姉のムチムチ尻に 思わず背後からパンパン鬼突きSEXしまくった… 吉高寧々                                                      | FSDSS-576 |               |
| 2023年5月6日                                 | 2023年6月8日   | グラドル時代に私を引退に追い込んだ ストーカー男が弟の担任教師に… セックスを拒否したら弟は退学になります。 絶倫チ〇ポに何度もイカされ続けた私は… 吉高寧々                                | FSDSS-589 |               |
| 2023年6月3日                                 | 2023年7月6日   | 箱入り社長令嬢と出張先で 相部屋キメセク媚薬で翌朝まで覚醒絶頂 「ガンギマッテオマ〇コチョウダイ」 吉高寧々                                                                               | FSDSS-622 |               |
| 2023年6月27日                                | 2023年7月6日   | 吉高寧々 FALENO小悪魔SEXセレクション34本番12時間ベスト! | FCDSS-055 | 単体ベスト    |
| 2023年7月8日                                 | 2023年8月10日  | 「先生のスゴテク試してみる?」 彼女が出来た生徒のボクにフェラチオ射精管理して 金玉が空っぽになるまで骨抜きに… 嫉妬狂いの痴女教師 吉高寧々                                                | FSDSS-634 |               |
| 2023年8月12日                                | 2023年9月7日   | 上品だけどセックス大好き痴女お姉さんに 24時間ヤラれっ放し! 何発射精しても 許してくれない… ラブホで朝までお泊りデート 吉高寧々                                                           | FSDSS-646 |               |
| 2023年9月10日                                | 2023年10月12日 | 旦那の出張中に私は朝から晩まで義父に 唾液たっぷりねっとり全身を隅々まで舐められて… ベロ舐め舌技にイカされ続けました。 吉高寧々                                                          | FSDSS-659 |               |
| 2023年10月14日                               | 2023年11月23日 | 「私、犯され続けています…」 地方の美人妻が都会からやってきた若者に、旦那の近くでいいなり調教肉弾ピストン堕ち 吉高寧々                                                                   | FSDSS-672 |               |
| 2023年11月9日                                | 2023年12月7日  | 「暇やから、またしようか?」 ワンルームの一室で同棲中… ただの日常SEXをひたすら撮ったリアル過ぎる 吉高寧々                                                                                | FSDSS-692 |               |
| 2023年12月9日                                | 2024年1月11日  | 女であることを放棄したガサツな実家暮らし アラサー干物女のマ〇コが覚醒した日 吉高寧々 | FSDSS-703 |               |
| 2024年1月10日                                | 2024年2月8日   | 勃起即ヌキ痴女デート 会社では見せない地味部下のウラ顔 吉高寧々 | FSDSS-719 |               |
| 2024年3月4日                                 | 2024年3月20日  | FALENOstar5周年記念! いきなりハーレムハイスクール! スター女優4人が学校で舐めてハメて大乱交スッペシャル! 天使もえ 吉高寧々 三葉ちはる 茉城まみ                                           | FSDSS-799 |               |
| 2024年3月15日                                | 2024年4月25日  | 潔癖症の姉から「うちとキスの練習させてくれへん?」 婚前の1週間、糸が引くほどキスし続けた僕たち。 フェラもSEXもゴム装着のみで、人生で一度もキスをしたことがない女 吉高寧々                | FSDSS-757 |               |
| 2024年4月15日                                | 2024年5月23日  | 「アホちゃう! お前の乳首ギュンギュンしちゃうねん」 甘サド顔面国宝がチクパコ爆ヌキ密着 こねくり騎乗位でイカセまくる 吉高寧々                                                             | FSDSS-770 |               |
| 2024年5月15日                                | 2024年6月20日  | 性依存症口淫科 自慰中毒患者のみを受け入れる射精依存改善治療 吉高寧々 | FSDSS-784 |               |
| 2024年6月17日                                | 2024年7月25日  | ドエロい舌使いと腰のうねりで悶絶必須! 乳首弄りと杭打ち騎乗位で男を骨抜きにする 小悪魔痴女 吉高寧々                                                                                      | FSDSS-806 |               |
| 2024年7月16日                                | 2024年8月22日  | ゴミ部屋に住む隣のキモ中年に悪臭チ○ポで寝取られアクメ交尾され続けた私。吉高寧々 | FSDSS-825 |               |
| 2024年8月24日                                | 2024年9月26日  | 3日間だけの恋人 真夜中に終電を逃したキミと出会い、交わった日々。でもそれは突然に終わりを告げた。 吉高寧々                                                                               | FSDSS-868 |               |
| 2024年9月24日                                | 2024年10月24日 | セックス機能高精度 AI彼女 吉高寧々 | FSDSS-871 |               |
| 2024年10月21日                               | 2024年11月21日 | 吉高寧々 FALENOチ〇ポ舐めまくり痴女セックス8時間ベスト | FCDSS-087 | 単体ベスト    |
| 2024年11月19日                               | 2024年11月21日 | 実はこの女芸人、相方の彼氏を寝とっています。 漫才中にどつかれる度に男をドM化させていく痴女 吉高寧々                                                                                     | FSDSS-892 |               |
| 2024年11月28日                               | 2024年12月26日 | 清楚な女が豹変する 理性吹き飛びエクスタシーランジェリー 吉高寧々 | FSDSS-920 |               |
| 2024年12月25日                               | 2025年1月23日  | 完全OFFの休日ノーカットハメ撮りSEX ALL顔射 吉高寧々 | FSDSS-947 |               |
| 2025年1月30日                                | 2025年2月20日  | ノーパンで小悪魔アピールしてくる彼女の姉が、 アナルクンニで悶絶イキするプリ尻の誘惑に負けてしまったボク 吉高寧々                                                                        | FSDSS-969 |               |
|                                              | 2025年3月20日  | AV制作アシスタントに密着 パワハラ上司やセクハラ男優の無茶振りにも健気に働く女性AD 吉高寧々                                                                                              | FSDSS-974 |               |
| 2025年3月30日                                | 2025年4月24日  | 娘かもしれない 吉高寧々 | FSDSS-989 |               |
| 2025年4月18日                                | 2025年5月22日  | 顔面国宝特化バイノーラル淫語オナニーサポート 吉高寧々 | FNS-009   |               |
| 2025年5月30日                                | 2025年6月26日  | 「いまから私とキスしてみませんか?」 吉高寧々がいきなり素人さんを逆ナンパ! 街中でキス30秒で勃起したら合格、さらにお部屋で言葉責め手コキに耐えられたら ご褒美SEXあげちゃいます。 吉高寧々 | FNS-025   |               |
| 2025年6月30日                                | 2025年7月24日  | 経理部地味メガネのアナル見せ裏アカ発見! 口止め料代わりに自慢の美尻で激しい杭打ち騎乗位でヌいてくれた 吉高寧々                                                                           | FNS-040   |               |
| 2025年7月31日                                | 2025年8月21日  | 歯科衛生士ねねさんは実はすんごくベロちゅう魔 患者の口内べちょ舐め食べ! 吉高寧々 | FNS-066   |               |

### アダルトVR
| 発売日   | タイトル | 品番     | メーカー      | 備考   |
| 2018年   | 2018年 | 2018年   | 2018年        | 2018年 |
| -------- | --- | -------- | ------------- | ------ |
| 12月28日 | エスワン15周年スペシャル共演 究極の密着ハーレム逆3Pドリームソープ体験3DVR! 即尺2発! 潜望鏡2発! 本番2発! 贅沢なオール2連続射精スペシャル 吉高寧々 葵つかさ | SIVR-036 | S1 NO.1 STYLE |        |
| 2019年   | |          |               |        |
| 3月22日  | 交わる体液、濃密セックスVR | SIVR-043 | S1 NO.1 STYLE |        |

### イメージビデオ
| 発売日  | タイトル                   | 規格品番  | 規格品番  | メーカー           | 備考   |
| 発売日  | タイトル                   | DVD       | BD        | メーカー           | 備考   |
| 2017年  | 2017年                     | 2017年    | 2017年    | 2017年             | 2017年 |
| ------- | -------------------------- | --------- | --------- | ------------------ | ------ |
| 4月25日 | 初めての… 吉高寧々         | OQT-253   |           | Aircontrol         | [ 48 ] |
| 2021年  |                            |           |           |                    |        |
| 1月7日  | Nene 沖縄浪漫探報          | REBD-521  | REBDB-507 | REbecca            |        |
| 7月30日 | 新・湯女ごこち 12 吉高寧々 | MBR-BN012 |           | スパイスビジュアル |        |

### 写真集

#### 吉高寧々 名義
- 吉高寧々ファースト写真集『ねぇねぇ。』（2017年6月24日、ジーオーティー、撮影：楽滿直城）ISBN 978-4-86084-558-2 [49]
- 裸夢 はじらい（2017年12月19日、徳間書店、撮影：舞山秀一）ISBN 978-4-19-864525-0 [50]
- らぶぱら 吉高寧々（2018年11月2日、竹書房、撮影：マキハラススム）ISBN 978-4-8019-1661-6 [51]
- LADY LUCK 吉高寧々写真集（2021年9月27日、彩文館出版、撮影：斉木弘吉）ISBN 978-4-7756-0642-1 ※3000部限定豪華愛蔵版[52]
- 自撮りヌード写真集プロジェクト ＃02 吉高寧々 だいすきやで。（2022年1月28日、徳間書店、撮影：吉高寧々）ISBN 978-4-19-865413-9
- ＃寧々密会 吉高寧々写真集（2024年4月26日、徳間書店、撮影：笠井爾示）ISBN 978-4-19-865824-3 [53]

#### 8woman 名義
- 8woman エイトマン女優8人のいちばん長い日（2021年9月29日、徳間書店、撮影：塩原洋）- 所属事務所「エイトマン」設立15周年記念ユニット『8woman』のグラビア撮影現場に密着したドキュメンタリー写真集[54]。 ISBN 978-4-19-865362-0
- DOCUMENT 8woman エイトマン女優8人の七日間の軌跡（2022年9月24日、徳間書店、撮影：塩原洋）- ユニット『8woman』（2022年版）のグラビア撮影現場に密着したドキュメンタリー写真集[55]。ISBN 978-4-19-865523-5
- ドキュメント8woman 2021-2023 エイトマン女優14人の3年間の軌跡（2023年10月12日、徳間書店、撮影：西田幸樹 / 塩原洋）- 2023年版『8woman』の撮影現場ドキュメンタリー写真や2021年から2023年までのグラビア集を収録[56]。ISBN 978-4-19-865698-0

### デジタル写真集

#### 吉高寧々 名義
2019年
- 吉高寧々 夏の海でキミに逢えたら 週刊ポストデジタル写真集（4月22日、小学館、撮影：塩原洋）[57]
- NUDE NEXT vol.03 吉高寧々（6月10日、集英社、撮影：河西遼）[58]
- 吉高寧々 Love Hotel 週刊ポストデジタル写真集（9月9日、小学館、撮影：西條彰仁）[59]
- エスワンALLSTARS 楽園（10月21日、小学館、撮影：舞山秀一）※AVメーカー「S1 NO.1 STYLE」専属女優7名によるデジタル写真集[60]。

2020年
- ファレノALLSTARS HEAVEN（8月3日、小学館、撮影：松田忠雄）※AVメーカー「FALENO」専属女優7名によるデジタル写真集[61]。
- 週刊ポストデジタル写真集 吉高寧々 × 二階堂夢 桃尻郷へようこそ（9月7日、小学館、撮影：松田忠雄）[62]

2021年
- 吉高寧々 デジタル写真集「Revelation」EPISODE:1（3月5日、FALENO、撮影：福島裕二）
- 吉高寧々 デジタル写真集「Revelation」EPISODE:2（3月19日、FALENO、撮影：福島裕二）
- 吉高寧々 デジタル写真集「Revelation」EPISODE:Final（11月1日、FALENO、撮影：福島裕二）

2025年
- 吉高寧々 × 藤かんな × 与田りん べらぼうヌード 週刊ポストデジタル写真集（2月14日、小学館、撮影：TADAO）[63]

#### 8woman 名義
2021年
- エイトマン15周年企画 8woman 裸天使∞態（8月16日、小学館、撮影：西田幸樹）[64]
- エイトマン15周年企画 8woman bleu 葵つかさ × 吉高寧々（9月1日、小学館、撮影：西田幸樹）※葵つかさと吉高寧々による写真集[65]。
- エイトマン15周年企画 8woman ヌルヌル∞パラダイス（9月10日、小学館、撮影：西田幸樹）[66]
- 8woman SIDE:A（11月17日、小学館、撮影：西田幸樹）※『8woman』デジタル写真集シリーズ（全6作品）を再構成したベスト写真集[67]。
- 8woman SIDE:B（11月17日、小学館、撮影：西田幸樹）※『8woman』デジタル写真集シリーズ（全6作品）を再構成したベスト写真集[68]。

2022年
- 8woman Next Stage 美裸神∞契（8月8日、小学館、撮影：西田幸樹）[69]
- 8woman Next Stage 吉高寧々 × 五十嵐なつ martini（8月19日、小学館、撮影：西田幸樹）※吉高寧々と五十嵐なつによる写真集[70]。
- 8woman Next Stage TREASURES（12月16日、小学館、撮影：西田幸樹）※2022年版『8woman』の未公開カットを収録[71]。

2023年
- 8woman Last Dance 裸女神∞景（8月7日、小学館、撮影：西田幸樹）[72]
- 8woman Last Dance 吉高寧々（8月21日、小学館、撮影：西田幸樹）※吉高寧々のソロ写真集[73]。
- 8woman Last Dance JEWELS（12月17日、小学館、撮影：西田幸樹）※2023年版『8woman』の未公開カットを収録[74]。

## 出演

### 映画
- ビジランテ（2017年12月9日公開、東京テアトル）[75]

### テレビ
- ゴッドタン（2018年4月1日・8日、テレビ東京）[76]
- 桃色Y談 裏ンキングSHOW #2（2018年10月25日、BSスカパー!）
- 訳あり人の駆け込み寺（2019年1月8日、カンテレ）
- じっくり聞いタロウ〜スター近況（秘）報告〜（2019年3月1日、3月21日、テレビ東京）
- もう!バカリズムさんの超H! #5（2019年3月26日、フジテレビONE）
- 世にも奇妙な物語 2020年 秋の特別編「アップデート家族」（2020年11月14日、フジテレビ） - 黒崎家・母（ナース） 役
- るてんのんてる（2022年4月30日、読売テレビ）
- 大河ドラマ べらぼう～蔦重栄華乃夢噺～（2025年1月5日、NHK総合）- 遊女役[77][78]

### ウェブテレビ
- スピードワゴンの月曜The NIGHT（2018年9月18日、AbemaTV）[79]
- 日村がゆく #126,#127（2020年1月15日,22日、AbemaTV）
- 聖ファレノ女学院（2020年8月7日 ‐ 、FALENO公式YouTubeチャンネル）
- 全裸監督2（2021年6月24日 全話配信、Netflix） - 第7話・第8話、飯山愛 役[注 1][80]
- ロンドンハーツABEMA特別編（2022年5月31日、ABEMA）アンケート協力[81]

### ゲーム
- 新宿スカウトバトル（2019年12月2日、DMM GAMES）- 海外マフィア『九頭竜会』三の竜役[82]

### 雑誌
- ヤングキング 2017年6月5日号（少年画報社） - グラビア
- デジタルフォトテクニック 2017年6月号（玄光社） - グラビア「屋根裏写真館で撮るグラビアフォト前夜 (13)「吉高寧々」」
- 週刊大衆 2017年6月5日号（双葉社） - 表紙、グラビア「魅惑のTバック」
- 週刊実話 2017年6月29日号（日本ジャーナル出版） - グラビア「新進気鋭のTバック」
- 週刊実話 2017年7月6日号（日本ジャーナル出版） - 「人気グラドル吉高寧々と行く（珍）缶詰ワールド」
- 週刊大衆 2017年8月14日号（双葉社） - グラビア「至高の美ヒップ」
- 週刊大衆 2017年9月18日号（双葉社） - 袋とじ「注目グラドルの衝撃ヘア」
- 週刊実話 2017年10月12日号（日本ジャーナル出版） - 袋とじ「人気グラドル衝撃AV転身!!」
- 週刊プレイボーイ 2017年10月9日号（集英社） - グラビア「脱・清純派」
- 週刊実話 2017年12月28日号（日本ジャーナル出版） - 袋とじ「売れてるカラダ 『AV OPEN 2017』3冠女王のヘアヌード」

- FRIDAY DYNAMAITE 2018年1月12日号（講談社） - グラビア「裸の天使たち」
- 週刊プレイボーイ 2018年1月15日・22日合併号（集英社） - 袋とじ「元グラドルの本気SEX」
- 週刊現代 2018年1月20日号（講談社）- グラビア「至高のヘアヌード」
- 週刊大衆 2018年2月19日号（双葉社） - グラビア「「最上級のハダカ」恥じらいエロチカ」
- 週刊大衆 2018年3月26日号（双葉社） - グラビア「春爛漫ヌード」
- 週刊アサヒ芸能 2018年4月5日号（徳間書店） - 付録「吉高寧々「ヌードシール」SEXY四変化」
- 日本カメラ 2018年9月号（日本カメラ社） - グラビア「あかるいヌードを撮る HAPPY NUDE 2018」
- FLASH 2018年10月30日号（光文社） - グラビア「日露友好祈願ヘア シベリアの密林は濡れていた」
- 週刊アサヒ芸能 2018年11月22日号（徳間書店） - グラビア「眠れぬ裸の美女」
- 週刊実話 2018年12月20日号（日本ジャーナル出版） - 袋とじ「ロシアよりヘアを込めて」

- 週刊アサヒ芸能 2020年2月13日号（徳間書店） - グラビア「天性の透明感」
- 週刊実話 2020年3月26日号（日本ジャーナル出版） - 袋とじ「魅せられて…」
- 週刊大衆 2020年3月30日号（双葉社） - グラビア「春爛漫ヘアヌード」
- 週刊アサヒ芸能 2020年4月2日号（徳間書店） - グラビア「美しい心音」

## 製品

### トレーディングカード
- AVC ジューシーハニー 42 飛鳥りん JULIA 吉高寧々（2018年6月23日、株式会社ミント）

### カレンダー
- 吉高寧々 2019年カレンダー（2018年10月20日、トライエックス）
- 卓上 吉高寧々 2019年カレンダー（2018年10月20日、トライエックス）
- 吉高寧々 2023年カレンダー（2022年10月15日、SUNCARAT）
- 卓上 吉高寧々 2023年カレンダー（2022年10月15日、SUNCARAT）
- 8woman 2023年カレンダー（2022年11月26日、SUNCARAT）※「8woman」名義
- 吉高寧々 2025年カレンダー（2024年12月14日、トライエックス）
- 卓上 吉高寧々 2025年カレンダー（2024年12月14日、トライエックス）

### フィギュア
- PLAMAX Naked Angel 1/20 吉高寧々（2025年4月、マックスファクトリー）[83]

### アダルトグッズ
オナホール
- FALENO STAR HOLE 吉高寧々（2024年10月4日、YUIRA）

電マ
- ホイッピー レモン ～吉高寧々が潮吹きしたイエローデンマ～（2020年9月12日、A-ONE）
- ホイッピー ピーチ ～吉高寧々が潮吹きしたピンクデンマ～（2020年9月12日、A-ONE）